# Lumbreras
Lumbreras és un municipi de la Rioja, a la regió de la Rioja Mitjana a Camero Nuevo, limitant el seu terme amb la província de Sòria. El municipi està enclavat en el Parc Natural Serra de Cebollera.

## Història
El primer esment de Lumbreras apareix en un privilegi d'Enric II de Castella en 1366 a Pedro Manrique de Lara en el qual li atorgava aquest municipi i els de Villoslada i Ortigosa pel seu recolzo en l'enfrontament contra Pere I el Cruel. Va viure la seva època d'esplendor en el segle xviii gràcies a la seva abundant cabanya d'ovelles merines, amb més de 70.000 caps, i a la seva indústria tèxtil, que sustentava bona part de l'exportació espanyola de llana a França i Anglaterra. Va pertànyer a les províncies de Burgos i de Soria fins a la creació en 1833 de la província de Logronyo.